# Las cuarenta
Las cuarenta es un tango cuya letra pertenece a Francisco Gorrindo en tanto que la música es de Roberto Grela, que fue cantado por primera vez por Azucena Maizani en 1937 en el Teatro Nacional. Su título alude a la expresión cantar las cuarenta que es una situación del juego de cartas del tute cuyo significado se ha extendido metafóricamente a decir la verdad, hablar con autoridad, con firmeza.

## Los autores
Francisco Gorrindo ( Argentina, Quilmes, provincia de Buenos Aires, 5 de octubre de 1908) – ídem 2 de enero de 1963 ), cuyo nombre completo era Froilán Francisco Gorrindo,  fue un poeta, entre cuyas obras además de Las cuarenta se destacan, entre otras, Paciencia, Mala suerte y Gólgota. Su poesía revela  su agudo instinto de observación y su rebeldía y en su mensaje hay rigor, aspereza, crudeza, pero además hondura y escepticismo. Gobello dice que si bien su obra tiene méritos desparejos, su nivel superó el nivel medio y ve en sus letras la influencia de la poética de Discépolo que, a su vez, admiraba los versos de Las cuarenta.
Roberto Grela (Buenos Aires, 28 de junio de 1913 – 6 de septiembre de 1992) fue un guitarrista y compositor porteño de tango. Durante su larga carrera acompañó a muchos prestigiosos intérpretes y se recuerdan en especial sus actuaciones con el bandoneonista Aníbal Troilo.
Además de Las cuarenta compuso, entre otros: Viejo baldío (letra de Víctor Lamanna), Callejón (letra de Héctor Marcó) y A San Telmo (en colaboración con Héctor Ayala), (1939, letra de Francisco Gorrindo).

## Grabaciones
Las cuarenta fue grabado en Odeón por Azucena Maizani y su orquesta el 3 de junio de 1937; en la misma discográfica lo registró Francisco Canaro con Roberto Maida en noviembre de 1937; Charlo con guitarras en enero de 1955 y Oscar Alonso con guitarras en septiembre de 1966. Otras grabaciones las realizaron Raúl Berón con guitarras en 1968 para el sello Show-Record; al año siguiente para Magenta Tito Reyes con orquesta y Ángel Cárdenas con orquesta; en 1970 Juan D’Arienzo y su orquesta con Alberto Echagüe para RCA Víctor y Alfredo De Ángelis con el cantor Carlos Aguirre para Odeón. También lo grabaron, entre otros, Héctor Mauré, Edmundo Rivero, Adriana Varela, Liliana Felipe y el cantante cubano Rolando Laserie en 1957.

## Contenido
El tango arranca con una primera estrofa que muestra un hombre desgastado que de su vida conserva apenas un resto, un residuo, que el poeta muestra como el pucho de la vida que aprieta entre los labios. El andar lerdo y la mirada turbia y fría con la que sigue el verso retrata alguien que ha sufrido, que ha vivido mucho, que ha tenido mucha calle.

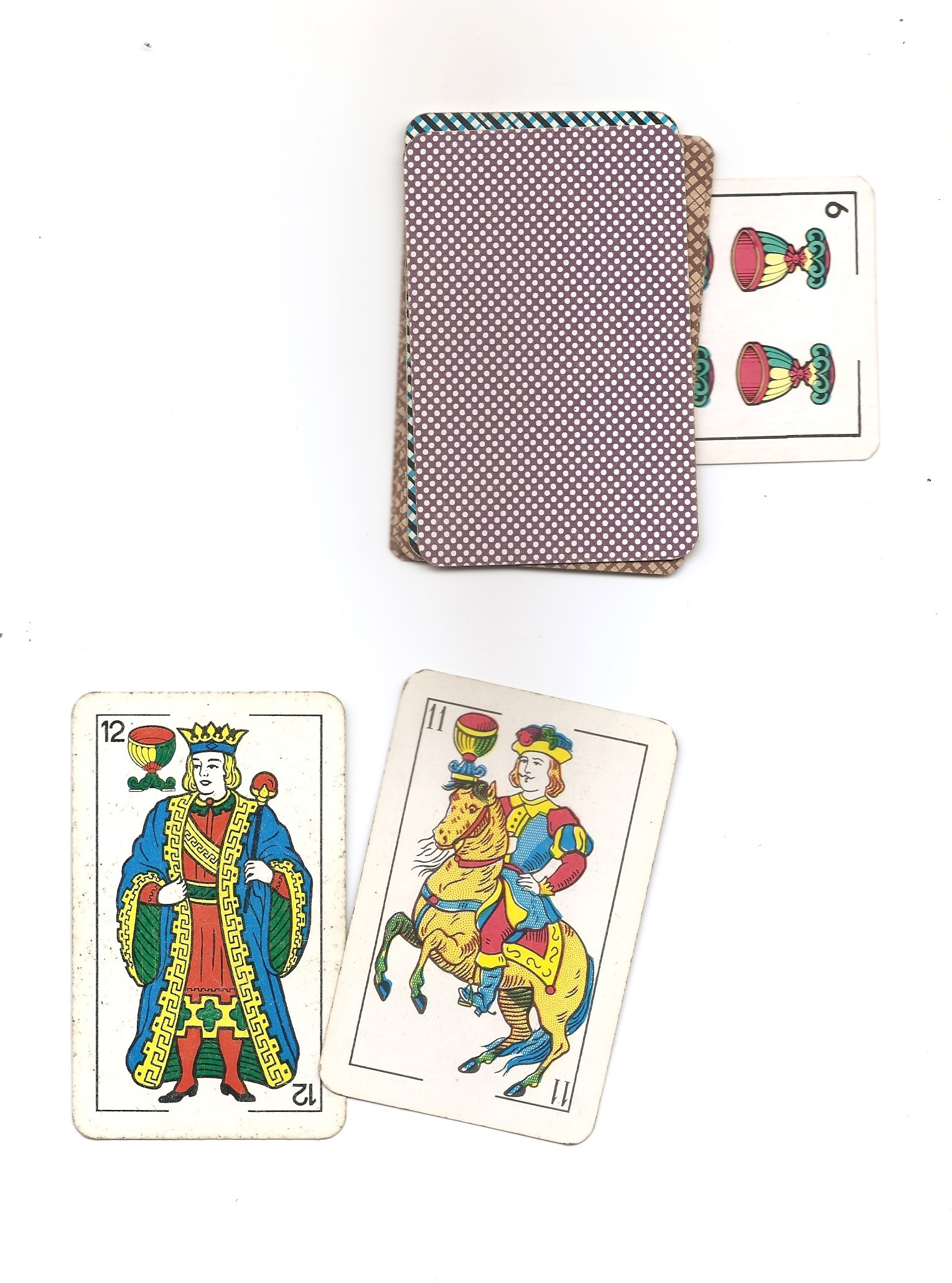
Las cuarenta en un juego de Tute

Cuando el personaje ingresa al barrio, Gorrindo le da vigor a la imagen de contraste entre el barrio y lo anterior, entre el antes y el después, al decir que el hombre dobló la esquina del barrio, como si diera vuelta una página. El barrio tiene un lugar importante en los tangos, a veces como elemento central del tema como barrio plateado por la luna o en este barrio que es reliquia del pasado y ,en otros, como un escenario de la historia que se está contando, pero siempre con expresiones de admiración y amor.
La imagen reitera un perdurable mito tanguero de retorno al barrio:

Señala un recorrido: desde el primer paso dado en su barrio hasta el momento presente en que regresa, hay un trayecto en el que perdió todos los sueños, los ideales y aquellos valores por los cuales vivir: el amor, la amistad, la alegría, la justicia. Toda su vida se le presenta como un proceso vano, y ha llegado al punto máximo de descreimiento.

Las cuarenta expresa fracaso y derrota, abundan el pesimismo y los lugares comunes, pero también tiene  algunos versos muy bien logrados, sobre todos los relacionados con el juego, como toda carta tiene contra y toda contra se da o vuelvo a vos gastado el mazo en inútil barajar. La ambigüedad del último verso por eso no ha de extrañarte que una noche borracho, me vieras pasar del brazo con quien no debo pasar deja abierto el interrogante sobre quien es el aludido  –una mujer, un hombre, un policía, un chorro – La filosofía que finalmente expresa el personaje se resume en no pensar ni equivocado, si total igual se vive, y además corrés el riesgo que te bauticen gil, Como dice Adet:

El universo del tango es el universo de los mitos y cada una de estas conductas debe entenderse desde ese lugar. Es allí, en el mito donde el tango adquiere una poética perdurable y en donde en particular este tango Las cuarenta se transforma en un arquetipo del género.

## En el cine
En el filme Confesión (1940) la orquesta típica de Ricardo Malerba ejecuta el tango Las cuarenta)